# 塞斯文納山脈

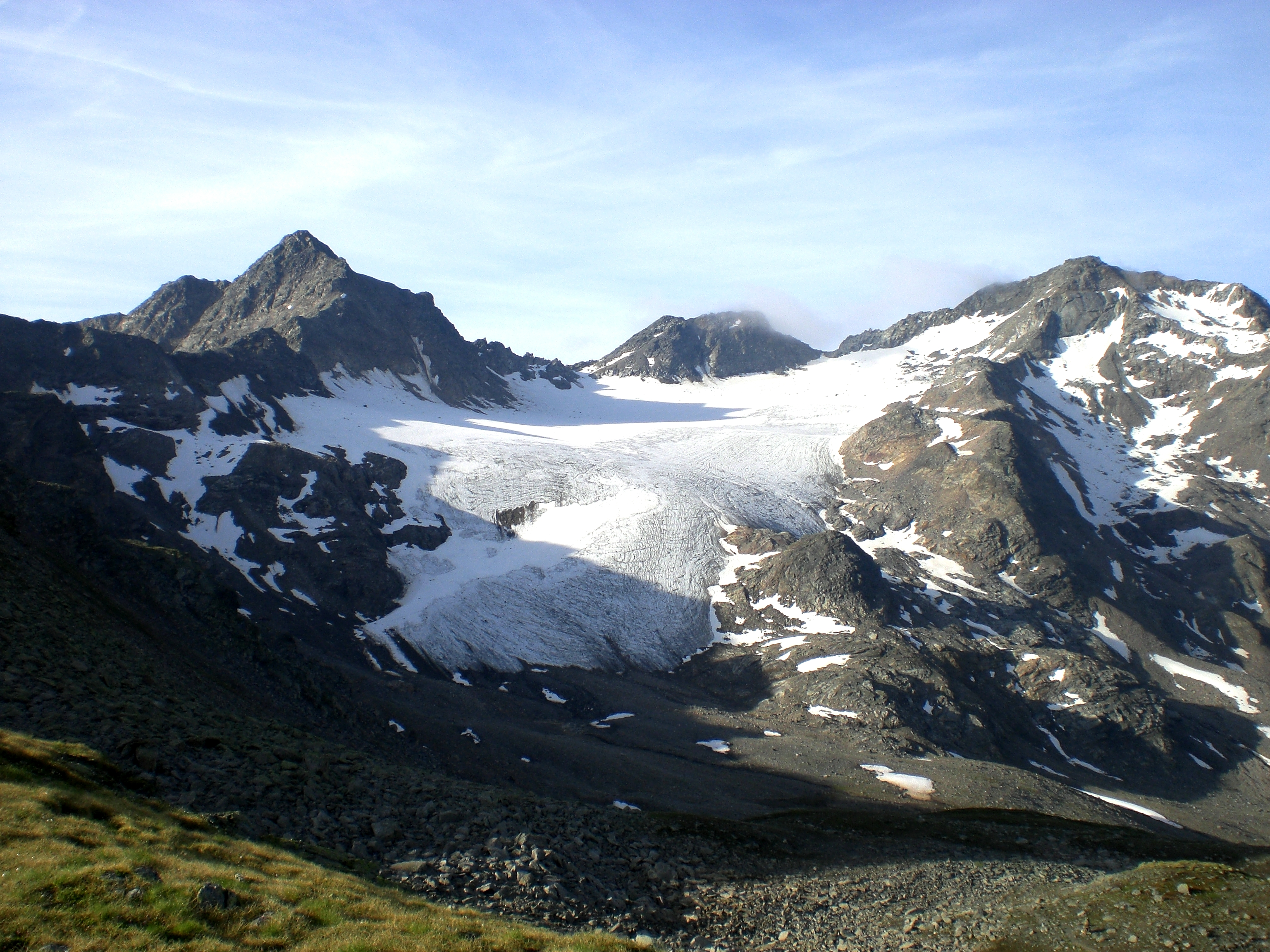

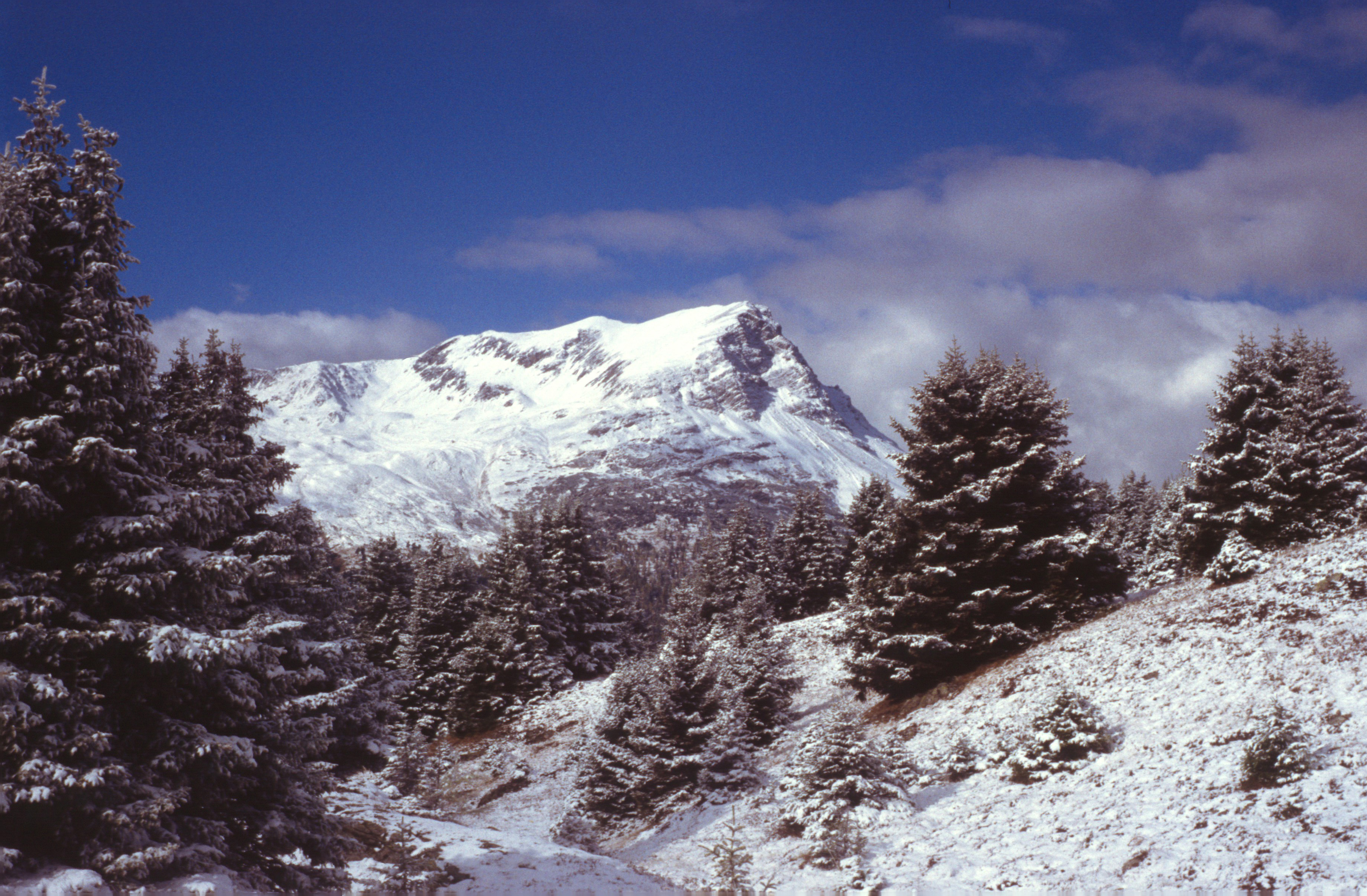

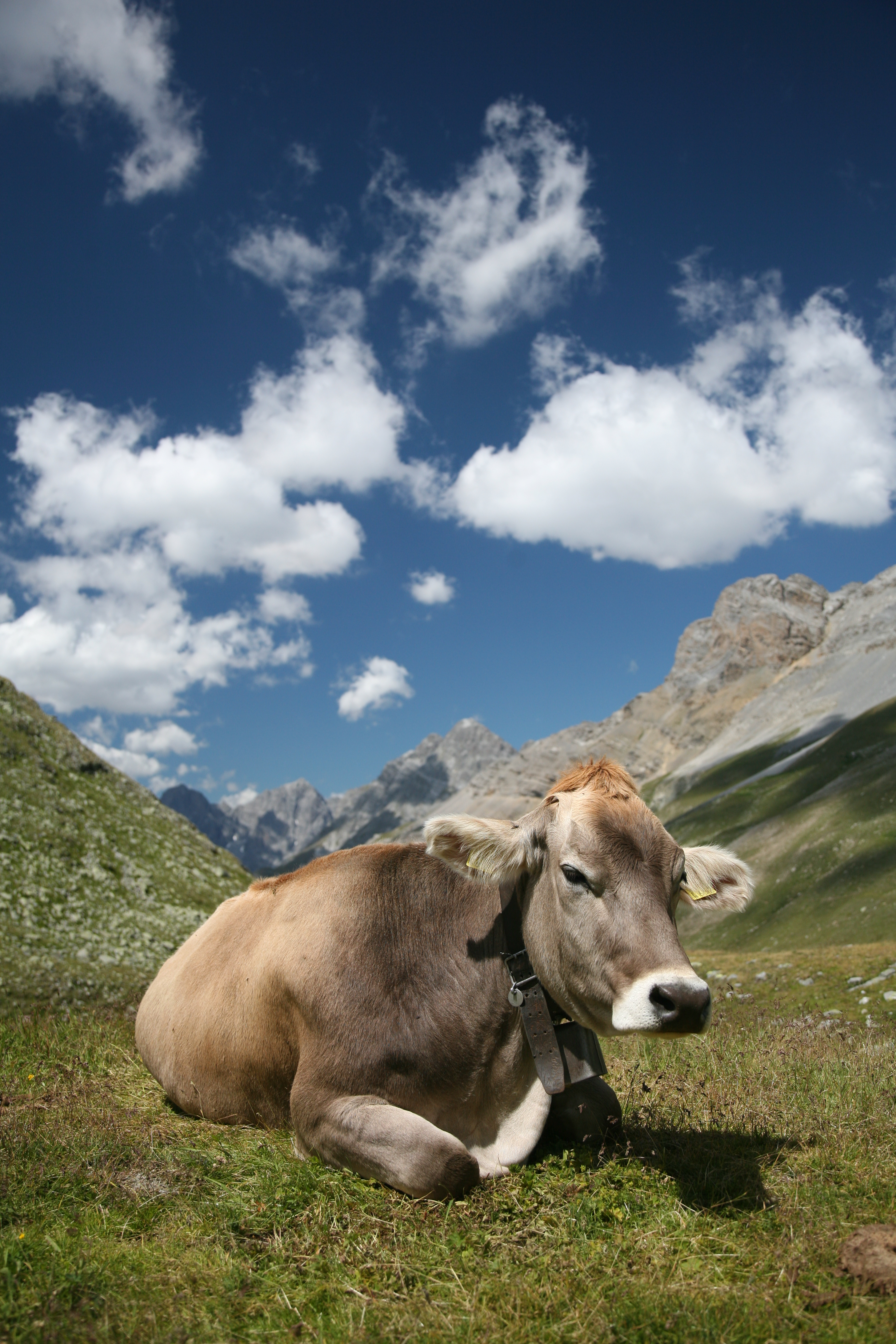

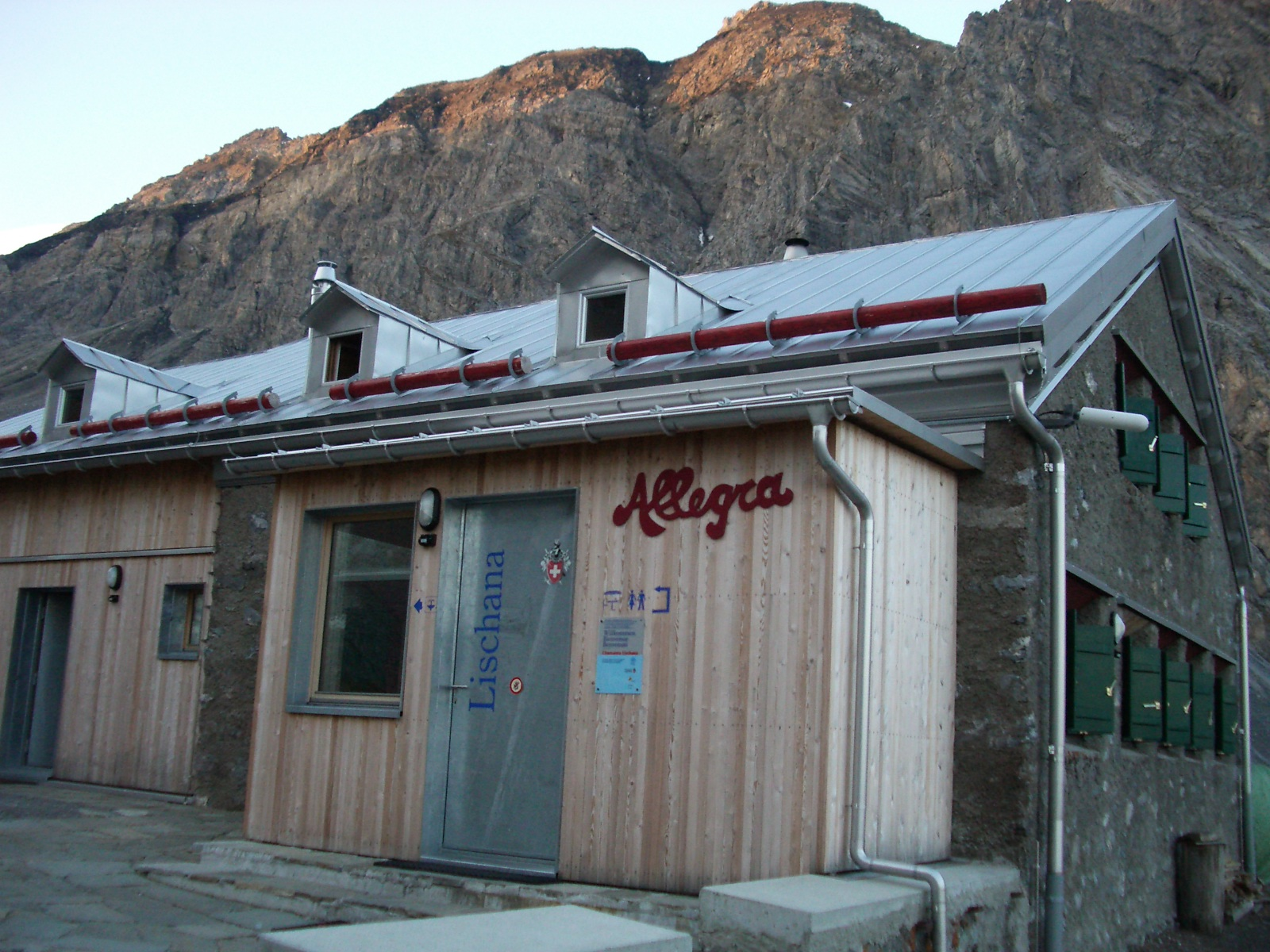

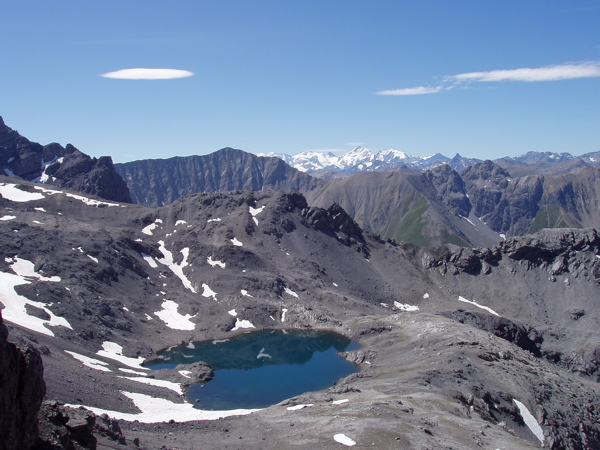

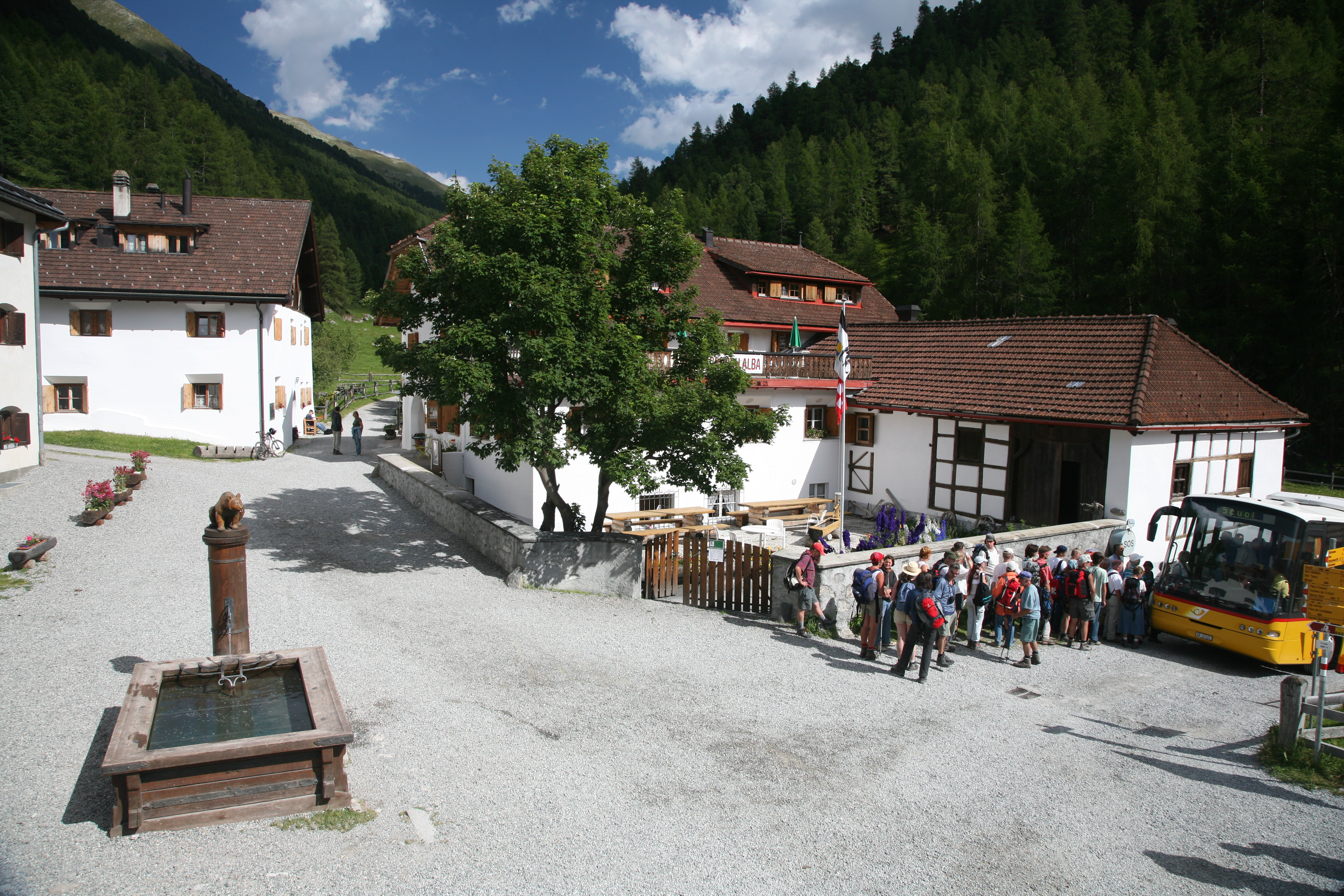

塞斯文納山脈（法语：Chaîne de Sesvenna；德语：Sesvennagruppe；英语：Sesvenna Alps）是歐洲的山脈，是中阿爾卑斯山脈的一部分，橫跨瑞士東部、意大利北部和奧地利西部，最高點海拔高度3,221米。
46°42′21″N 10°24′10″E / 46.70583°N 10.40278°E